# 姜凱心
姜凱心（Chiang Kai-Hsin，1990年12月25日—），台灣女子羽球選手。畢業於國立臺灣師範大學運動競技學系。

## 簡歷
姜凱心從小三開始在台北市民權國小打羽毛球，在就讀臺北市立大同高級中學時加入土銀羽球隊，曾在國內排名賽得到第三名。為了兼顧練習和學業，她在唸大學時便從國立臺灣大學生科系轉學到國立臺灣師範大學的運動競技系就讀。
2008年，姜凱心與周天成於第11屆亞洲青年羽毛球錦標賽合作出戰混合雙打項目，最終獲得銅牌。
2009年，姜凱心與謝沛蓁出战馬來西亞羽毛球國際挑戰賽，在女双準决赛以1比2（24-22、17-21、18-21）不敌赛会头号种子、马来西亚的溫可微/张淑晶。
2010年11月，姜凱心代表中華台北出戰廣州亞運會，參加羽毛球比賽的女子雙打及女子團體項目。
2011年，姜凱心與蔡佩玲出战越南羽毛球大獎賽，在女双準决赛以0比2（11-21、7-21）不敌赛会5号种子、印尼的安妮克·菲亚·奥古斯丁/尼蒂娅·克里欣达·马赫斯瓦里。
2013年7月，姜凱心代表中華台北出戰俄羅斯喀山舉行的世界大學生運動會羽毛球比賽，贏得混合團體銅牌。同年8月，她參加中國廣州舉行的世界羽毛球錦標賽，與蔡佩玲出戰女子雙打項目，在首圈就以0比2（21-23、14-21）負於英格蘭的凯特·罗伯特肖/希瑟·奥利弗出局。
2014年9月，姜凱心与洪詩涵出战越南羽毛球大獎賽，在女双準决赛以0比2（13-21、17-21）不敌印尼的盖比·里斯蒂亚妮·伊马万/马哈德维·伊斯特拉尼·尼·克图特。
2015年7月，姜凱心代表中華台北（國立臺灣師範大學）出戰韓國光州市舉行的世界大學生運動會羽毛球比賽，與盧敬堯合作贏得混合雙打銀牌。賽後，她表示奪牌是意料之外，並指：「沒想到關關難過關關過，銀牌已經出乎預料，對這成績很滿意。」
2016年9月，姜凱心代表中華台北出戰俄羅斯拉緬斯科耶举办的世界大學生羽毛球錦標賽，随队赢得团体赛金牌。

### 2017世锦赛
2017年8月，姜凱心參加苏格兰格拉斯哥舉行的世界羽毛球錦標賽，她和盧敬堯出戰混合双打項目。首圈激战三局以1比2 （15-21、21-13、18-21）不敌跨国组合的约根德兰·克里希南/普拉加克塔·沙旺特，48强止步。

## 主要比賽成績
只列出曾進入準決賽的國際賽事成績：
| 年份   | 賽事                     | 公開賽級別 | 項目     | 搭檔   | 成績   |
| ------ | ------------------------ | ---------- | -------- | ------ | ------ |
| 2007年 | 世界青年羽毛球錦標賽     | 其他       | 女子雙打 | 田謦詠 | 準決賽 |
| 2008年 | 亞洲青年羽毛球錦標賽     | 其他       | 混合雙打 | 周天成 | 季軍   |
| 2009年 | 馬來西亞羽毛球國際挑戰賽 | 國際挑戰賽 | 女子雙打 | 謝沛蓁 | 準決賽 |
| 2011年 | 越南羽毛球大獎賽         | 大獎賽     | 女子雙打 | 蔡佩玲 | 準決賽 |
| 2013年 | 世界大學運動會羽毛球比賽 | 其他       | 混合團體 | －     | 铜牌   |
| 2014年 | 中國羽毛球國際挑戰賽     | 國際挑戰賽 | 女子雙打 | 吳芳茜 | 準決賽 |
| 2014年 | 越南羽毛球大獎賽         | 大獎賽     | 女子雙打 | 洪詩涵 | 準決賽 |
| 2015年 | 世界大學運動會羽毛球比賽 | 其他       | 混合雙打 | 盧敬堯 | 銀牌   |
| 2016年 | 世界大學生羽毛球錦標賽   | 其他       | 混合團體 | －     | 冠軍   |

| 2007-2017年 | 首要超級賽 | 超級賽 | 黃金大獎賽 | 大獎賽 | 國際挑戰賽 | 國際系列賽 | 未來系列賽 | 其他 |

| 2018-2026年 | 總決賽 | 超級1000賽 | 超級750賽 | 超級500賽 | 超級300賽 | 超級100賽 | 國際挑戰賽 | 國際系列賽 | 未來系列賽 | 其他 |

### 奧運會和世錦賽參賽紀錄
|          | 搭檔   | 2013 | 2014 | 2015 | 2016 | 2017 | 2018 |
| -------- | ------ | ---- | ---- | ---- | ---- | ---- | ---- |
| 女子雙打 | 蔡佩玲 | 48強 | －   | －   | －   | －   | －   |
| 女子雙打 | 吳芳茜 | －   | －   | 32強 | －   | －   | －   |
| 女子雙打 | 洪詩涵 | －   | －   | －   | －   | 32強 | 48強 |
|          |        |      |      |      |      |      |      |
| 混合雙打 | 盧敬堯 | －   | －   | －   | －   | 48強 | 48強 |